# Districte
Un districte és un tipus de demarcació administrativo-territorial (un tipus de divisió administrativa d'un territori). Segons cada Estat, la demarcació anomenada districte pot tenir rang, superfície i atribucions diferents. Emperò, generalment el terme districte suggereix subdivisió d'una demarcació superior. El més habitual és que hom anomeni districte:
- la subdivisió de la demarcació de rang provincial, com a rang intermedi per damunt del rang municipal;[2]
- la subdivisió administrativa del municipi (en cas que sigui prou extens);
- certs tipus d'unitats funcionals d'altra mena d'administracions, com ara els districtes judicials, els districtes escolars o, a voltes, les circumscripcions electorals.

El terme és d'origen medieval; va sorgir per posar ordre a l'administració germànica.
A Catalunya, el País Valencià i a Palma els districtes són divisions de les grans ciutats. N'és un exemple clar Barcelona, que compta amb deu districtes, dividits al seu torn en barris. Cada districte té un òrgan de govern, el Consell del Districte.